# Novo Selo (Posavina)
Novo Selo (bis 1995 „Balegovac“) ist ein Ort in Bosnien-Herzegowina im Kanton Posavina mit etwa 1.500 Einwohnern.

## Geographie
Novo Selo liegt im Nordosten von Bosnien-Herzegowina und gehört zur Gemeinde Odžak. Angebunden ist der Ort durch eine Hauptstraße nach Odžak, der  Bezirkshauptstadt des Kantons Posavina. Odžak und Novo Selo liegen rund 3 km voneinander entfernt. Vom Ort aus führen auch Straßen und Schotterstraßen (Sokake) nach Ada und Posavska Mahala. Nur einen Kilometer östlich von Novo Selo fließt die Bosna nach Bosanski Šamac.

## Wirtschaft und Kultur

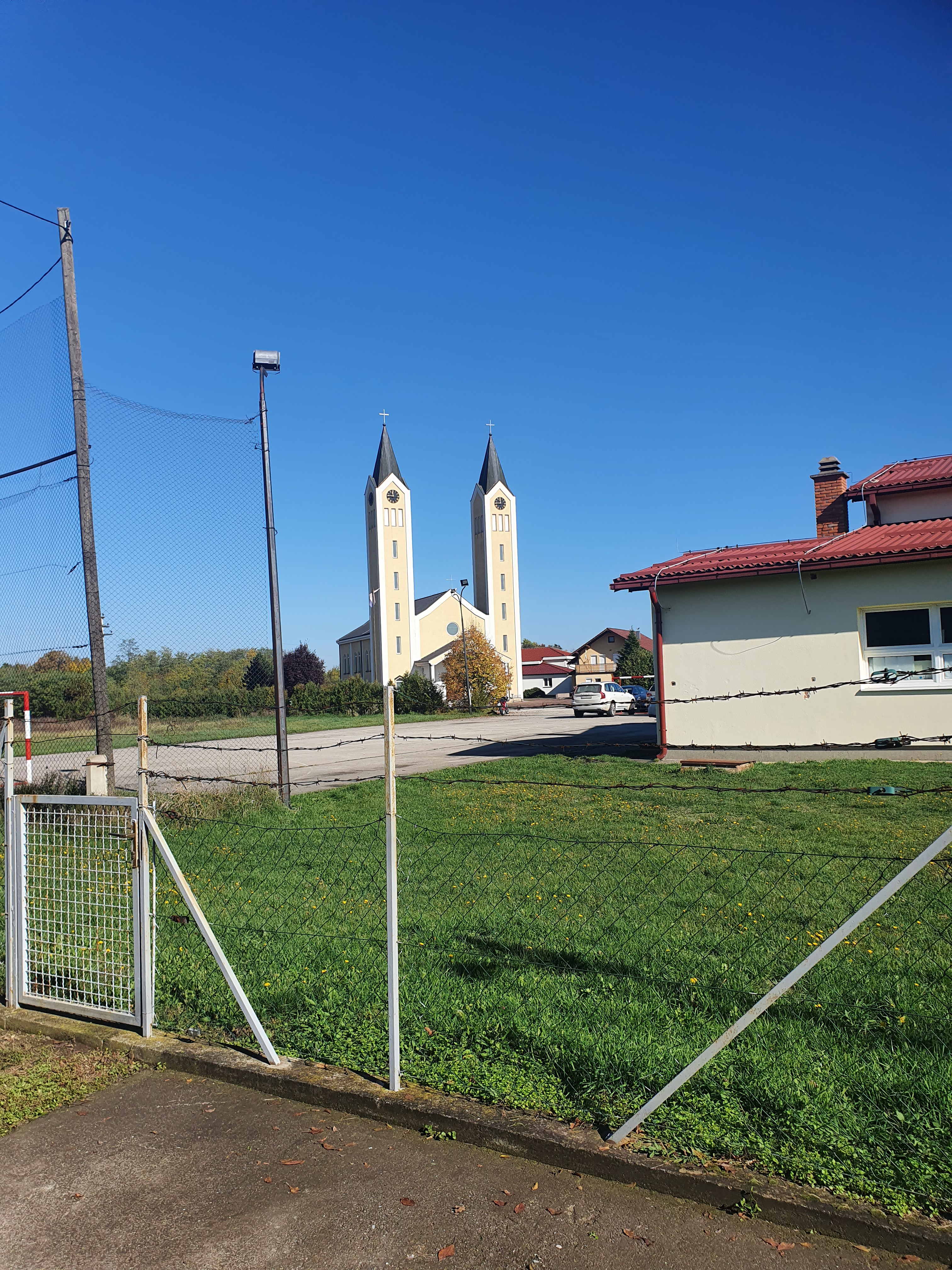
Die Kirche von Novo Selo, am rechten Bildrand ein Teil der Schule

Neben zahlreichen Gasthäusern und Bauernhöfen, betreiben die Anwohner überwiegend Viehzucht (Kühe, Rinder, Schweine) und Ackerbau. Die Kirche ist von 2002 bis 2004 erbaut worden. Die Schule, welche im Krieg zerstört wurde, wurde wieder aufgebaut. Es gibt zudem zwei moderne Sportplätze und einen Fußballplatz.

## Geschichte
Die Stadt wurde erstmals 1715 erwähnt und war damals noch teils osmanisch. Nach und nach siedelten sich immer mehr Kroaten an. Bis 1995 hieß Novo Selo noch "Balegovac", wird aber heute noch von der Bevölkerung so genannt. Heutzutage leben in Novo Selo fast nur noch Kroaten (98,38 %).

## Bauwerke
- Die Kirche wurde von 2002 bis 2004 errichtet. Für den Bau verantwortlich ist Kardinal Vinko Puljić. Die Kirche wurde am 29. Juli 2006 vom Kardinal aus Sarajevo eingeweiht und zählt seitdem zu den Sehenswürdigkeiten Novo Selos.

- Die Schule in Novo Selo blickt auf eine große Tradition zurück. Kinder aus Bukovica und aus Gornja Dubica besuchten sie und zeitweise gab es an die 200 Schüler und 6 gut ausgerüstete Klassenzimmer. Bis zum Krieg im Jahre 1992 konnte man alle 8 Schulstufen absolvieren, indem die Schüler bis zur 4. Schulstufe morgens und ab der 5. Schulstufe am Nachmittag die Schule besuchten. Im Krieg zerstört, wurde sie nun wieder aufgebaut.

- Das Denkmal wurde im Jahre 2001 von der Gemeinde Odžak errichtet. Dieses Denkmal soll daran erinnern, wie viele Menschen ihr Leben für Odzak und Novo Selo gegeben haben.

## Weblinks

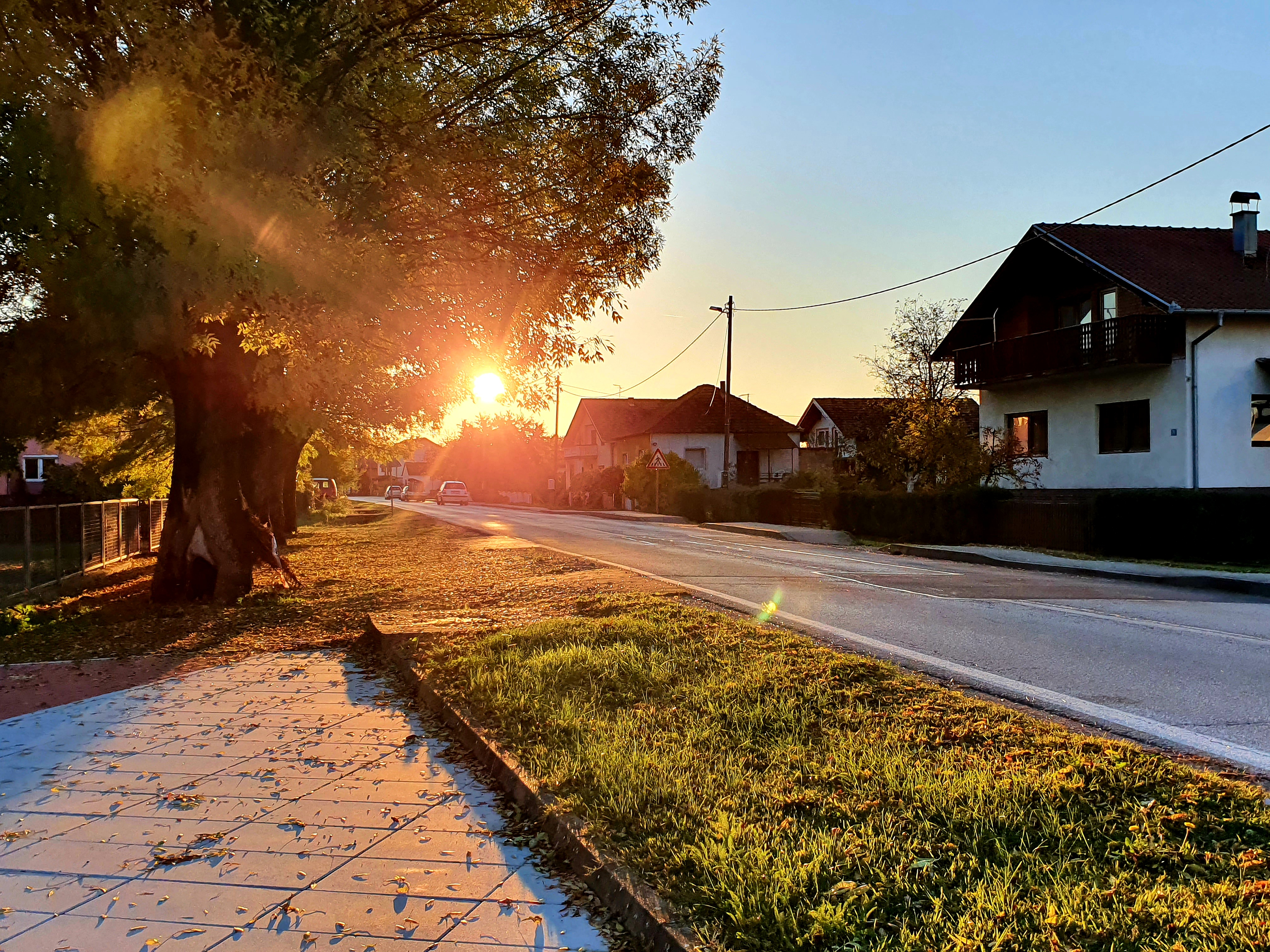
Sonnenuntergang entlang der Hauptstraße Richtung Odzak